# L'eterna lotta tra il bene e il male
L'eterna lotta tra il bene e il male è un singolo di Elio e le Storie Tese.
Nel disco sono inclusi alcuni remix del brano L'eterna lotta tra il bene e il male: la prima traccia, Choose the Right Combination of Italian Food, è cantata in lingua inglese con testo diverso dall'originale; la stessa traccia fu scelta come brano di apertura per l'album E.L.I.O.; le tracce 2, 3, e 4 furono realizzate da Sergio Messina e presentano parti cantate ed assoli di tastiera non inclusi nella versione originale della canzone; la Mangusta Version, come nella prima traccia, presenta un testo differente; l'ultima traccia è la versione strumentale del brano.
Il CD non include la versione originale del brano, presente nella raccolta Del meglio del nostro meglio Vol. 1, uscita l'anno prima. Il pezzo presenta un mix fra la canzone Very Good Very Bad di Anand Bakshi e Laxmikant Pyarelal, ed i messaggi telefonici di una stalker, soprannominata ironicamente "Nasty Sciura" (ovvero 'signora maligna', in un misto di inglese e milanese), rivolti al tastierista del gruppo Rocco Tanica. Durante un'intervista nel Podcast "Tintoria" lo stesso Tanica ha spiegato che i messaggi telefonici erano opera della madre di una sua ex che non gradiva la relazione tra i due. La canzone cita i brani La regola dell'amico degli 883 («non vorrai rovinare un così bel rapporto») e Within You Without You dei Beatles.

## Tracce
- Lato A

1. L'eterna lotta tra il bene e il male [Choose the Right Combination of Italian Food]
2. L'eterna lotta tra il bene e il male [Choose the Right Combination – Very Bad Remix]
3. L'eterna lotta tra il bene e il male [Come sei un remix]

- Lato B

1. L'eterna lotta tra il bene e il male [Very Good Remix]
2. L'eterna lotta tra il bene e il male [Mangusta Version]
3. L'eterna lotta tra il bene e il male [Album – se  non avete gli attributi – Instrumental Version]